# Ampelius (Bischof)

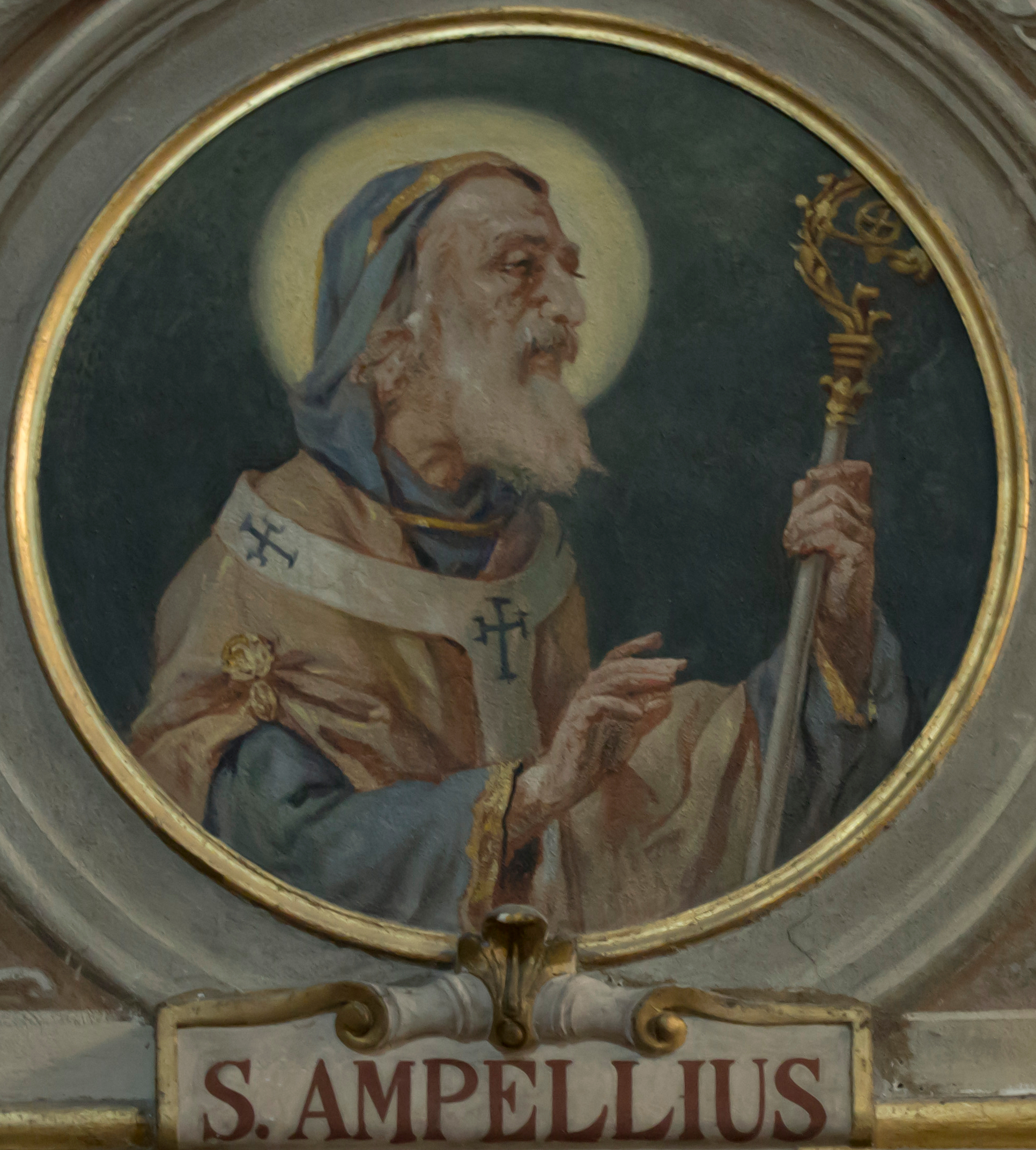
Fresko des heiligen Ampelius in der Reihe der Darstellungen der Mailänder Bischöfe in der Basilika San Nicolò in Lecco (19. Jahrhundert)

Der heilige Ampelius (auch Ampèle, Ampelio, Ampellius) († im 7. Jahrhundert) war Bischof im Erzbistum Mailand.

## Leben
Er war von 672 bis 676 Bischof von Mailand.
Nach anderen Quellen hatte er von 665 bis 672 das Amt inne und starb schon 672 eines natürlichen Todes.
Über sein Leben und seine Bischofszeit ist sehr wenig bekannt. Er regierte die Diözese Mailand in einer Zeit, die von den Schwierigkeiten durch die Langobarden geprägt war.
Es wird berichtet, er „leuchtete durch sein heiliges Leben und durch die Gabe der Wunder der Art, daß Viele nach seinem Tode zu seinem Grabe wallfahrteten“.
Im römischen Ritus ist sein Gedenktag der 7. Juli, im ambrosianischen Ritus der 8. Juli. Er wurde in der Kirche San Simpliciano in Mailand beerdigt.